# 貓子坑
貓仔坑，原寫為貓仔坑，是台灣屏東縣恆春鎮的一個傳統地域名稱，位於該鎮北半葉的中部略偏西北至北部邊界地帶略偏西側一小段。相較於今日行政區，其範圍大致包括仁壽里省道台26線以西地區不含西北端及西部邊界地帶中央一小段、茄湖里東南端。
本地區境內主要聚落為貓仔坑、虎頭山（新厝），設有恆春機場。

## 歷史
台灣日治初期，貓子坑地區為一街庄，稱為「貓仔坑庄」（舊制街庄），隸屬於仁壽里。該庄昔日北邊一小段與新街庄為鄰，東北及東與虎頭山庄為鄰，南邊為網紗庄，西邊為大平頂庄、射藔庄。
1901年（日治明治三十四年）11月11日，全台廢縣廳改設二十廳，該庄隸屬於恆春廳。1904年（明治三十七年）5月1日，該庄編入「虎頭山區」，隸屬於恆春廳。1909年（明治四十二年）10月25日，全台合併二十廳為十二廳，虎頭山區改隸屬於阿緱廳。1920年（大正九年）10月1日，全台地方制度大改正，廢十二廳改設五州二廳，該庄改制並雅化為「貓子坑」大字，隸屬於高雄州恆春郡恆春庄（新制街庄）。1940年（昭和十五年）6月17日，恆春庄改制為恆春街。
戰後恆春街改制為恆春鎮，隸屬於高雄縣，大字亦改制為里。1950年（民國39年）10月1日，高、屏分治，恆春鎮改隸屬於屏東縣。
相較於今日行政區，本地區的範圍大致包括仁壽里省道台26線以西地區不含西北端及西部邊界地帶中央一小段、茄湖里東南端。

## 聚落
本地區發展較早的聚落為貓仔坑、虎頭山（新厝），在日治期初期的官方地圖上已有記載。

## 公路
省道台26線是楓港至達仁的幹道，路線呈U字形，目前並未全線通車，其主要通車路段（楓港至港口）經過本地區東北部邊界地帶及東部邊界地帶。由該道路北行可前往車城鄉、枋山鄉，並止於楓港地區的省道台9線路口；南行可前往恆春鎮恆春市區、恆春鎮南部、滿州鄉東南部，並止於港口地區茶山聚落旁的縣道200甲線終點路口。
鄉道屏151線是海口至竹城仔的道路，其南側端點（終點）位於本地區西部邊界地帶、竹城仔聚落西郊的省道台26線路口，由此向北北西行，會經過本地區的下城仔聚落西側。

## 機場
- 恆春機場

## 公務機關
- 屏東縣政府警察局恆春分局仁壽派出所